# Champigny-sur-Aube
Champigny-sur-Aube település Franciaországban, Aube megyében. Lakosainak száma 95 fő (2022. január 1.). Champigny-sur-Aube Allibaudières, Ormes, Pouan-les-Vallées és Viâpres-le-Petit községekkel határos.

## Népesség
A település népességének változása:
| Lakosok száma | 58   | 66   | 64   | 76   | 96   | 101  | 106  | 110  | 105  | 95   |
|               | 1968 | 1982 | 1990 | 2006 | 2013 | 2015 | 2017 | 2019 | 2020 | 2022 |